# Handel dziećmi
Handel dziećmi (ang. Trafficking in children) – oznacza jakiekolwiek działanie lub transakcję, w drodze której dziecko przekazywane jest przez jakąkolwiek osobę lub grupę osób innej osobie lub grupie osób za wynagrodzeniem lub jakąkolwiek inną rekompensatą.

## Historia
W starożytności niewolnictwo odgrywało istotną rolę gdzie człowiekiem zniewolonym było dziecko sprzedane lub porzucone przez rodziców czy też potomek niewolnika. Z reguły dziewczynki były częściej porzucane, ponieważ były słabsze fizycznie. Ten obyczaj był determinowany tym, że rodziców nie było stać na utrzymanie dzieci, jak również były one bardzo cenionym towarem.
W XVIII w. powstał pierwszy ruch abolicjonistyczny, którego celem było zniesienie niewolnictwa. Ważnymi dokumentami były Powszechna deklaracja praw człowieka ONZ z 1948 r. oraz Konwencja o ochronie praw człowieka i podstawowych wolności z 1950 r.

## Formy handlu dziećmi
Formy handlu dziećmi to:
- zmuszanie ich do popełniania przestępstw i żebractwa
- prostytucja i pornografia
- handel narządami
- nielegalne adopcje
- przymusowa praca dzieci

### Handel w celu wykorzystywania do żebractwa i popełniania przestępstw
Dzieci często są wykorzystywane jako rekwizyt żebraczy, który ma na celu wzbudzanie współczucia, litości u innych ludzi, co przyczynia się do wyższych korzyści z tego procederu.
Wykorzystywanie dzieci do popełniania przestępstw jest spowodowane tym, że nie ponoszą one odpowiedzialności karnej i nie wzbudzają żadnych podejrzeń. Są one wykorzystywane, m.in. do handlu narkotykami czy też kradzieży kieszonkowych, ulicznych.

### Handel w celach seksualnych
Chodzi tu o produkcję materiałów pornograficznych i prostytucję. Dotyczy to zarówno dziewczynek, jak i chłopców. Materiały pornograficzne z udziałem dzieci są dochodowym źródłem grup przestępczych. Są to m.in. filmy, fotografie, rysunki.
Policja w Polsce co roku identyfikuje około kilkudziesięciu osób poniżej 18. roku życia i w tym kilku małoletnich zmuszanych do prostytucji. Seksbiznes w dużym stopniu opanowany jest przez środowisko przestępcze i dlatego tak ciężko jest zidentyfikować sprawców.
Zobacz też: Prostytucja dziecięca

### Handel narządami
Jest to stosunkowo nowy proceder, na który narażeni są najczęściej ludzie młodzi i dzieci. Handlarzom zależy, aby to były osoby zdrowe, których narządy nadają się do przeszczepu. Porywają ludzi po czym pobierają od nich organy, które służą do transplantacji. Jeżeli pobiorą parzystą liczbę organów to pokrzywdzony ma szansę na przeżycie, jeżeli nie to wiąże się to z jego śmiercią. W biedniejszych krajach ludzie sami zgłaszają się do oddawania organów żeby mieć pieniądze na życie.

### Handel w celach nielegalnej adopcji
Odbywa się z pominięciem przepisów kodeksu rodzinnego i opiekuńczego, gdzie „rodzice adopcyjni kupują” sobie dziecko z ominięciem wszelkich procedur sądowych. Najczęściej dotyczy to osób, które nie mogą mieć dzieci, a ich pragnienie posiadania dziecka jest tak olbrzymie, że są w stanie zapłacić każdą cenę, aby je spełnić nie patrząc na to, że ich dziecko w tym momencie ponosi szkodę.

### Handel w celu zmuszania do pracy
Problem dotyczy najczęściej ludzi dorosłych. Jednak zdarzają się przypadki, że są zmuszane także dzieci. Osoby te są wykorzystywane do pracy niewolniczej czy też do opieki przy osobach upośledzonych i chorych. Na podstawie szacunków Międzynarodowej Organizacji Pracy ok. 12 mln ludzi na świecie jest zniewalanych w związku z pracą bądź są zmuszani do niej.

## Przyczyny
Czynniki, które sprzyjają handlu dziećmi można podzielić na trzy grupy:
- związane z dzieckiem – doświadczenie wykorzystania/przemocy; uzależnienie od narkotyków/alkoholu; bezdomność; niepełnosprawność
- związane z rodziną – przemoc w rodzinie; ciężka sytuacja materialna; brak odpowiedniej opieki ze strony rodziców
- społeczno-ekonomiczne – bezrobocie; ubóstwo; dyskryminacja społeczna[2]

## Sprawca i ofiara

### Mechanizmy działania sprawców
W handel dziećmi mogą być zaangażowane osoby pochodzące z różnych środowisk. Nie zawsze są one związane ze zorganizowanymi grupami przestępczymi. W przypadku handlu mającego na celu wykorzystanie seksualne na końcu łańcucha osób czerpiących korzyści z krzywdzenia dzieci znajdują się zainteresowani kontaktami seksualnymi z małoletnimi i/lub pedofile, tzw. „klienci”.
Specyfiką wykorzystywania dzieci do żebractwa jest fakt iż opiekunowie żebrzący wspólnie z nimi mogą być także zmuszani do zajmowania się tym procederem. Handlarze podejmują szereg działań by zwerbować dziecko. Zazwyczaj zdobywają zaufanie przez nawiązanie relacji, która daje pokrzywdzonemu zaspokojenie potrzeby miłości i przynależności. Równie skuteczną metodą jest złożenie dziecku bądź jego rodzicom fałszywej propozycji wyjazdu o celach zarobkowych. Obecnie istotnym czynnikiem umożliwiającym handlarzom kontakt z dziećmi są portale społecznościowe, które zapewniają sprawcom większą anonimowość oraz dostęp do większej grupy dzieci podejmujących aktywność w Internecie bez kontroli osób dorosłych.
Aby mieć kontrolę nad dzieckiem, które jest wykorzystywane, handlarze mogą:
- stosować przemoc
- kreować więź emocjonalną poprzez spełniane podstawowych potrzeb dziecka, które były zaniedbywane przez opiekunów
- konfiskować dokumenty czy ograniczać swobodę poruszania się
- grozić zrobienie krzywdy[2]

### Konsekwencje ponoszone przez ofiarę handlu
Dziecko będące ofiarą handlu ponosi tego konsekwencje w sposób indywidualny. Istotną rolę odgrywa tu jego osobowość, etap rozwoju, czas i sposób wykorzystywania.
Jednak najczęstszymi skutkami jest to, że dziecko ma zaburzony obraz siebie, inaczej postrzega świat i ciężko jest mu zbudować relacje międzyludzkie. Często odczuwają wstyd i biorą całą winę na siebie za to co się im przydarzyło.

## Przeciwdziałanie
Krajowy plan działań przeciwko handlowi ludźmi – jest to dwuletni program dotyczący funkcjonowania w Polsce systemu zwalczania handlu ludźmi i zapobieganiu mu. Nakłada na wybrane instytucje administracji rządowej określone zadania. Plan ma skutkować m.in. większą wykrywalnością przestępstw handlu ludźmi.

## Polskie regulacje prawne
Kodeks karny (1997)

### Art. 189a
§ 1. „Kto dopuszcza się handlu ludźmi, podlega karze pozbawienia wolności na czas nie krótszy od lat 3.”
§ 2. „Kto czyni przygotowania do popełnienia przestępstwa określonego w § 1, podlega karze pozbawienia wolności od 3 miesięcy do lat 5.”

### Art. 204
§ 1. „Kto, w celu osiągnięcia korzyści majątkowej, nakłania inną osobę do uprawiania prostytucji lub jej to ułatwia, podlega karze pozbawienia wolności od 3 miesięcy do lat 5.”
§ 2. „Karze określonej w § 1 podlega, kto czerpie korzyści majątkowe z uprawiania prostytucji przez inną osobę.”
§ 3. „Jeżeli osoba określona w § 1 lub 2 jest małoletnim, sprawca podlega karze pozbawienia wolności od roku do lat 10.”

### Art. 211a.
Kto, w celu osiągnięcia korzyści majątkowej, zajmuje się organizowaniem adopcji dzieci wbrew przepisom ustawy, podlega karze pozbawienia wolności od 3 miesięcy do lat 5.

## Międzynarodowe regulacje prawne

### Organizacja Narodów Zjednoczonych(ONZ)
- Konwencja o prawach dziecka w art. 21 nakazuje podejmować wszelkie właściwe kroki dla zapewnienia, aby w przypadku adopcji do innego kraju osoby w niej zaangażowane nie uzyskały z tego powodu niestosownych korzyści finansowych
- Protokół fakultatywny z 25 maja 2000 r. do Konwencji o Prawach Dziecka w sprawie handlu dziećmi, dziecięcej prostytucji i dziecięcej pornografii[3]
- Protokół z 15 listopada 2000 r. o zapobieganiu, zwalczaniu oraz karaniu za handel ludźmi, w szczególności kobietami i dziećmi, uzupełniający Konwencję Narodów Zjednoczonych przeciwko międzynarodowej przestępczości zorganizowanej[4]

### Organizacja Bezpieczeństwa i Współpracy w Europie(OBWE)
Program Organizacji Bezpieczeństwa i Współpracy w Europie w zakresie zwalczania handlu ludźmi został przyjęty decyzją Stałej Rady nr 557 podczas 462 posiedzenia plenarnego w dniu 24 lipca 2003 roku

### Unia Europejska
- Decyzja Ramowa Rady Unii Europejskiej (2002/629/JHA z 19 lipca 2002 r.) w sprawie zwalczania handlu ludźmi[6]
- Traktat o Unii Europejskiej art. 79 i 83
- Karta praw podstawowych Unii Europejskiej art. 5

### Rada Europy
- Konwencja Rady Europy w sprawie działań przeciwko handlowi ludźmi, sporządzona w Warszawie 16 maja 2005 r.[7]
- Konwencja o przysposobieniu dzieci z 24 kwietnia 1967 w art. 15 nakazuje uniemożliwiać uzyskiwanie bezpodstawnych korzyści finansowych w związku z przysposobieniem dziecka[8]

## Handel dziećmi w literaturze
W 2008 roku została wydana powieść kryminalna autorstwa Lene Kaaberbøl i Agnete Friis Chłopiec w walizce. W 2012 roku ukazała się polska wersja utworu. Przekładu dokonała Magdalena Baworowska.